# Bavariella brevicilia
Bavariella brevicilia là một loài ruồi trong họ Tachinidae.